# Lijst van bouwwerken van Hendrik Willem Valk
Dit is een lijst van bouwwerken van architect H.W. Valk (1886-1973).
Valk was een van de belangrijkste architecten van het traditionalisme en bouwde met name in het zuiden van Nederland een groot aantal kerken en woonhuizen.

## Bouwwerken
De lijst is onvolledig
| Bouw      | Naam                                                         | Plaats                | Bijzonderheden                                                                                                | Afbeelding |
| --------- | ------------------------------------------------------------ | --------------------- | --- | ---------- |
| 1914-1920 | Hotel-café-restaurant familie Valk                           | Ubbergen              | |            |
| 1921      | Flatgebouw hoek Emmaplein/Kemperlandstraat                   | 's-Hertogenbosch      | |            |
| 1922      | Woonhuizen Sikkelstraat                                      | Amsterdam - Betondorp | |            |
| 1922      | Sint Aloysiuskerk                                            | Utrecht               | |            |
| 1923-1924 | Sint Jan de Doperkerk                                        | Waalwijk              | |            |
| 1923-1927 | Woonhuis mevr. D.C. Valk                                     | Venlo                 | Woonhuis voor de moeder van H.W. Valk                                                                         |            |
| 1926      | Monulphus en Gondulphuskerk                                  | Knegsel               | |            |
| 1927      | Abijkerk, Abdij van Berne                                    | Heeswijk              | Vergroting bestaande kloosterkapel naar kerk                                                                  |            |
| 1927-1928 | Heilige Joanneskerk                                          | Oisterwijk            | Uitbreiding met toren en portaal in 1952-1953 eveneens door Valk                                              |            |
| 1928      | Onze-Lieve-Vrouw-Presentatiekerk                             | Aarle-Rixtel          | Uitbreiding met zijbeuken                                                                                     |            |
| 1928      | Heilig Hart van Jezuskerk                                    | Hilversum             | |            |
| 1928-1929 | Nemiusklooster                                               | 's-Hertogenbosch      | |            |
| 1929      | Ignatiuskerk                                                 | Amsterdam             | Tegenwoordig Fatih-moskee                                                                                     |            |
| 1930      | Onze-Lieve-Vrouw-van-Zeven-Smartenkerk                       | Panningen             | |            |
| 1930-1931 | Raadhuis                                                     | Tubbergen             | |            |
| 1930-1931 | Sint Jans-Onthoofdingkerk                                    | Moergestel            | Toren uit ca. 1500 geïntegreerd.                                                                              |            |
| 1931      | Heilige Michaëlkerk                                          | Sint-Michielsgestel   | |            |
| 1931      | Theresia-van-het-kind-Jezuskerk                              | Kronenberg            | Vanwege de trapgevel aangemerkt als rijksmonument                                                             |            |
| 1931      | Sint-Theresiakerk                                            | Tilburg               | Met C.W. van de Beld                                                                                          |            |
| 1931-1932 | Sint Jacobus de Meerdere kerk                                | Enschede              | Met J.H. Sluijmer                                                                                             |            |
| 1932      | Simonsstraat 2 (Schoolmeesterwoning) en Meerweg 8 (Pastorie) | Kronenberg            | Gemeentelijk monument                                                                                         |            |
| 1932      | Sint-Martinuskerk                                            | Heeze                 | |            |
| 1932      | Villa Fort Sint Anthonie                                     | 's-Hertogenbosch      | Woonhuis en Architectenbureau van H.W. Valk                                                                   |            |
| 1932-1933 | Sint Andreaskerk                                             | Groessen              | Uitbreiding bestaande kerk                                                                                    |            |
| 1932-1933 | Sint Jozefkerk                                               | Achterveld            | |            |
| 1932      | Sint Pauluskerk                                              | Utrecht               | Noodkerk, afgebroken in 1938                                                                                  |            |
| 1933      | Onze-Lieve-Vrouw van Zeven Smartenkerk                       | Haalderen             | |            |
| 1934      | OLV Ten Hemelopneming                                        | Doetinchem            | |            |
| 1934      | Bonifatiuskapel                                              | Dokkum                | |            |
| 1935      | Sint-Michaëlkerk                                             | Beek en Donk          | |            |
| 1935      | Huis Leeuwenstein                                            | Vught                 | Verbouwing bestaande villa                                                                                    |            |
| 1941-1943 | Oude Sint-Willibrorduskerk                                   | Waalre-dorp           | Restauratie bestaande kerk                                                                                    |            |
| 1947-1951 | Johannes de Doperkerk                                        | Lage Zwaluwe          | |            |
| 1951-1952 | Sint-Petrusbasiliek                                          | Boxmeer               | |            |
| 1952      | Martelaren van Gorcumkerk                                    | Huissen               | |            |
| 1954      | Sint Michaëlkerk                                             | Herten                | |            |
| 1954-1955 | Sint-Fabianus en Sebastianuskerk                             | Sevenum               | |            |
| 1955      | Sint Willibrorduskerk                                        | Alphen                | |            |
| 1955      | Victorkerk                                                   | Apeldoorn             | In 2013 onttrokken aan de Rooms-Katholieke eredienst, in 2015 overgenomen door de Hersteld Hervormde Gemeente |            |
| 1959      | Heilige Petrus en Pauluskerk                                 | Arcen                 | Met Frans Stoks                                                                                               |            |
| 1961      | Sint-Jacobuskerk                                             | Schipluiden           | Met G.H.F. Valk                                                                                               |            |